# Microtea
Microtea Sw., 1788 è un genere di piante angiosperme dell'ordine Caryophyllales, unico genere della famiglia Microteaceae Schäferhoff & Borsch, 2010.

## Distribuzione e habitat
Il genere è diffuso in America tropicale.

## Tassonomia
Il genere comprende le seguenti specie:
- Microtea bahiensis Marchior. & J.C.Siqueira
- Microtea celosioides (Spreng.) Moq. ex Sennikov & Sukhor.
- Microtea debilis Sw.
- Microtea glochidiata Moq.
- Microtea maypurensis (Kunth) G.Don
- Microtea papillosa Marchior. & J.C.Siqueira
- Microtea portoricensis Urb.
- Microtea scabrida Urb.
- Microtea sulcicaulis Chodat
- Microtea tenuifolia Moq.